# Andrea Iannone

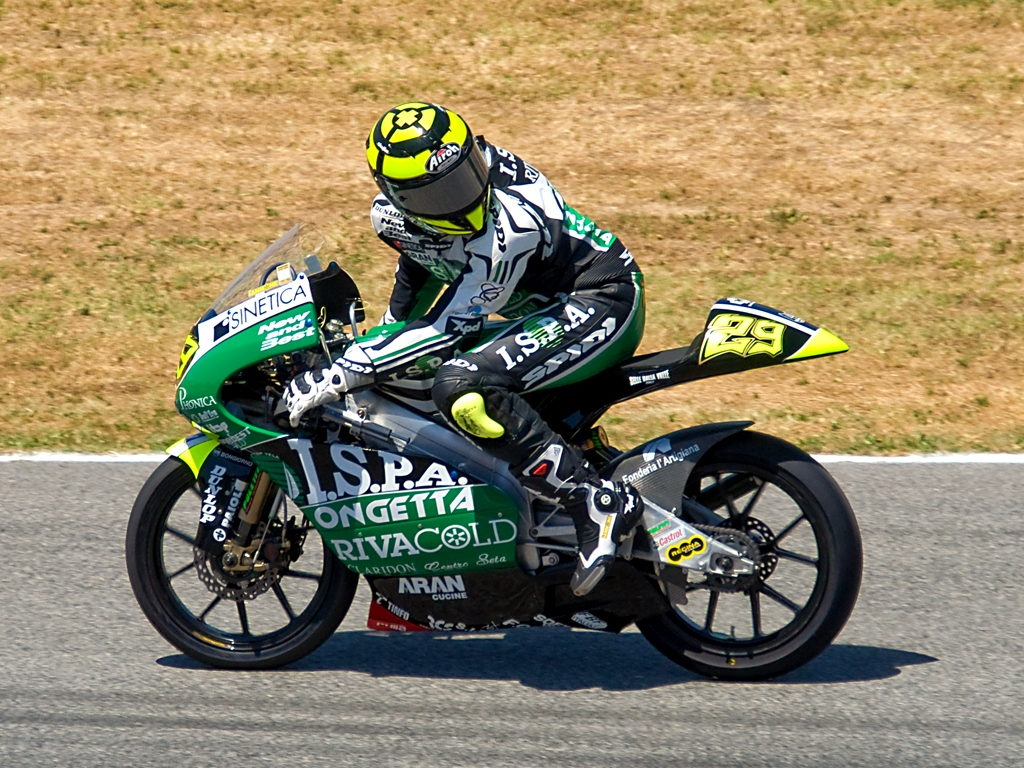
Andrea Iannone nach seinem Sieg beim Grand Prix von Katalonien 2009

Andrea Iannone (* 9. August 1989 in Vasto) ist ein italienischer Motorradrennfahrer. Er startet in der FIM-Superbike-Weltmeisterschaft.

## Karriere
Iannone startete nach ersten Pocketbike-Erfahrungen in der italienischen und spanischen Motorradmeisterschaft, bevor er 2005 in die Motorrad-Weltmeisterschaft einstieg. Seinen ersten Sieg errang er 2008 beim Großen Preis von China, nachdem sein bestes Ergebnis bis dahin lediglich der neunte Platz in Frankreich 2006 bzw. in der Türkei 2007 gewesen war.
In der Saison 2009 gewann er drei Rennen und schloss als Gesamt-Siebter ab. 2010 stieg Iannone in die Moto2-Klasse auf und ließ drei weitere Grand-Prix-Siege folgen. Auch in den folgenden beiden Jahren machte der Italiener mit drei, beziehungsweise zwei GP-Erfolgen auf sich aufmerksam. Von 2010 bis 2012 belegte er, am Ende der Saison, jeweils den dritten Platz.

### MotoGP-Klasse
Schon 2011 durfte Iannone die MotoGP-Pramac-Ducati von Loris Capirossi in Mugello testen. Zur Saison 2013 stieg er in die Königsklasse auf und erhielt einen Vertrag von Ducati. Bis zur Saison 2014 fuhr er bei dem Satellitenteam von Pramac Racing. Im Jahr 2015 wechselte der Italiener zu Ducati Corse. Gleich beim ersten Saisonrennen in Katar in Losail holte er mit Platz drei seinen ersten Podestrang in der MotoGP-Klasse. Seine erste Pole-Position in dieser Kategorie konnte er beim sechsten Rennen der Saison in Mugello holen. Am Jahresende wurde er in der Weltmeisterschaft Fünfter. 2016 fuhr er beim Großen Preis von Österreich am Red Bull Ring seinen ersten Sieg in der Königsklasse ein.

### Dopingsperre 2019
Beim Malaysia-Grand-Prix in Sepang am 3. November 2019 wurde der damals 30-Jährige positiv auf das Steroid Nandrolon getestet und im Dezember vom Motorrad-Weltverband (FIM) wegen Dopings gesperrt.  Der Internationale Disziplinargerichtshof (CDI) der FIM legte die Sperre auf 18 Monate bis zum 16. Juni 2021 fest. Iannone sah sich selbst als unschuldig und ging gegen die Sperre vor. Er führte die positiven Dopingtests auf kontaminiertes Fleisch zurück, das er unwissentlich auf einer Asienreise konsumiert habe.
In der Berufungsverhandlung am 10. November 2020 vor dem CAS (Internationaler Sportgerichtshof) wurde er zu 4 Jahren Sperre verurteilt. Damit entsprach das Gericht dem Antrag der WADA (Welt-Anti-Doping-Agentur) die das Höchstmaß von 4 Jahren gefordert hatte. Gegen das erste Urteil hatten sowohl Iannone als auch die WADA  Berufung eingelegt.

### Superbike-Weltmeisterschaft
Nach Ablauf der Sperre wechselte Iannone in die Superbike-Weltmeisterschaft.

## Statistik

### Erfolge
- 13 Grand-Prix-Siege

### In der Motorrad-Weltmeisterschaft
| Saison | Klasse  | Team                                 | Motorrad | Rennen | Siege | Zweiter | Dritter | Poles | Schn. Runden | Punkte | Ergebnis |
| ------ | ------- | ------------------------------------ | -------- | ------ | ----- | ------- | ------- | ----- | ------------ | ------ | -------- |
| 2005   | 125 cm³ | Abruzzo Racing Team                  | Aprilia  | 16     | –     | –       | –       | –     | –            | 20     | 20.      |
| 2006   | 125 cm³ | TicinoHosting Campetella Junior Team | Aprilia  | 11     | –     | –       | –       | –     | –            | 15     | 22.      |
| 2007   | 125 cm³ | WTR Blauer USA                       | Aprilia  | 17     | –     | –       | –       | –     | –            | 26     | 20.      |
| 2008   | 125 cm³ | I.C. Team                            | Aprilia  | 17     | 1     | –       | –       | 1     | –            | 106    | 10.      |
| 2009   | 125 cm³ | Ongetta Team I.S.P.A                 | Aprilia  | 16     | 3     | –       | 1       | 2     | 1            | 125,5  | 7.       |
| 2010   | Moto2   | Fimco Speed Up                       | Speed Up | 17     | 3     | 2       | 3       | 5     | 6            | 199    | 3.       |
| 2011   | Moto2   | Speed Master                         | Suter    | 17     | 3     | 2       | 1       | –     | 7            | 177    | 3.       |
| 2012   | Moto2   | Speed Master                         | Speed Up | 17     | 2     | 2       | 1       | –     | –            | 193    | 3.       |
| 2013   | MotoGP  | Pramac Racing                        | Ducati   | 16     | –     | –       | –       | –     | –            | 57     | 12.      |
| 2014   | MotoGP  | Pramac Racing                        | Ducati   | 17     | –     | –       | –       | –     | –            | 102    | 10.      |
| 2015   | MotoGP  | Ducati Team                          | Ducati   | 18     | –     | 1       | 2       | 1     | 1            | 188    | 5.       |
| 2016   | MotoGP  | Ducati Team                          | Ducati   | 14     | 1     | –       | 3       | 1     | 2            | 102    | 9.       |
| 2017   | MotoGP  | Team Suzuki Ecstar                   | Suzuki   | 18     | –     | –       | –       | –     | –            | 70     | 13.      |
| 2018   | MotoGP  | Team Suzuki Ecstar                   | Suzuki   | 18     | –     | 1       | 3       | –     | –            | 133    | 10.      |
| 2019   | MotoGP  | Aprilla Racing Team Gresini          | Aprilia  | 17     | –     | –       | –       | –     | –            | 43     | 16.      |
| Gesamt | Gesamt  | Gesamt                               | Gesamt   | 246    | 13    | 8       | 14      | 10    | 17           | 1567,5 |          |

### In der Superbike-Weltmeisterschaft
(Stand: Saisonende 2024)
| Saison | Team          | Motorrad             | Rennen | Siege | Zweiter | Dritter | Poles | Schn. Runden | Punkte | Ergebnis |
| ------ | ------------- | -------------------- | ------ | ----- | ------- | ------- | ----- | ------------ | ------ | -------- |
| 2024   | Team GoEleven | Ducati Panigale V4 R | 36     | 1     | 1       | 3       | –     | 2            | 231    | 8.       |
| Gesamt | Gesamt        | Gesamt               | 36     | 1     | 1       | 3       | 0     | 2            | 231    |          |